# Simon Luttichuys
Simon Luttichuys, född 1610 i London, död 1661 Amsterdam, var en nederländsk konstnär. Han var bror till Isaac Luttichuys.
Luttichuys var främst verksam i Amsterdam. Bland hans målningar märks främst porträtt och stilleben.